# Lavenay
Lavenay là một xã thuộc tỉnh Sarthe trong vùng Pays-de-la-Loire tây bắc nước Pháp. Xã này có diện tích 7,8 km2, dân số năm 2006 là 361 người.
Sông Braye tạo thành phần lớn ranh giới đông nam, sau đó chảy vào sông Loir, sông Loir tạo thành phần lớn ranh giới tây nam.